# 管延密
管延密（1960年1月—），山东胶南人，汉族，中国共产党党员。中华人民共和国政治人物、第十三届全国人民代表大会解放军和武警部队代表。

## 生平
2018年，管延密被选为解放军和武警部队出席第十三届全国人民代表大会代表。武警少將、歷任武警新疆總隊司令員、武警裝備部部長 